# Chikan (Zhanjiang)

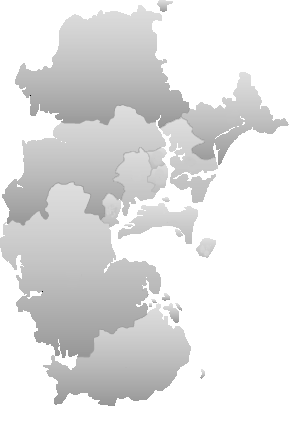
Lage des Stadtbezirks Chikan im Gebiet der bezirksfreien Stadt Zhanjiang

Der Stadtbezirk Chikan (赤坎区,  Chìkǎn Qū) ist ein Stadtbezirk in der chinesischen Provinz Guangdong. Er gehört zum Verwaltungsgebiet der bezirksfreien Stadt Zhanjiang. Chikan hat eine Fläche von 70,85 Quadratkilometern und zählt 390.300 Einwohner (Stand: Zensus 2020). Er ist Zentrum und Regierungssitz von Zhanjiang.

## Administrative Gliederung
Auf Gemeindeebene setzt sich der Stadtbezirk aus acht Straßenvierteln zusammen. 